# Coelioxys zapoteca
Coelioxys zapoteca är en biart som beskrevs av Cresson 1878. Coelioxys zapoteca ingår i släktet kägelbin, och familjen buksamlarbin. Inga underarter finns listade i Catalogue of Life.